# Arthur De Cabooter
Arthur De Cabooter (Welden, 3 ottobre 1936 – Zingem, 26 maggio 2012) è stato un ciclista su strada e pistard belga.

## Biografia
Specialista delle classiche del pavé, ha vinto un Giro delle Fiandre, una E3 Harelbeke e tre tappe alla Vuelta a España, corsa nella quale ha conseguito anche la classifica a punti nel 1960.
È scomparso nel 2012 all'età di 75 anni a causa di un attacco cardiaco durante una corsa amatoriale.

## Palmarès
- 1955 (dilettanti)

Giro delle Fiandre dilettanti
Essex
- 1958

Giro delle Fiandre Indipendenti
Prijs Jules Lowie
Kachtem
- 1959

Omloop van het Houtland-Lichtervelde
Grand Prix di Zottegem
- 1960

Giro delle Fiandre
Escaut-Dendre-Lys
Classifica generale Dwars door Belgie
8ª tappa Vuelta a España
15ª tappa Vuelta a España
1ª tappa Giro del Belgio
- 1961

E3 Prijs Vlaanderen
Omloop Het Volk
Grand Prix de Denain
Grand Prix de Desselgem - Prix Alberic Schotte
11ª tappa Vuelta a España
- 1963

Omloop Leiedal - Bavikhove
Omloop der drie Provinicien
- 1964

Omloop van het Houtland - Lichtervelde
Kuurne-Bruxelles-Kuurne
- 1965

Nokere Koerse
- 1966

Circuit des 11 villes
5ª tappa Quattro giorni di Dunkerque
6ª tappa Vuelta a Andalucía
8ª tappa Vuelta a Andalucía
- 1967

Omloop der Vlaamse Gewesten
Roubaix-Cassel-Roubaix

### Altri successi
- 1957

Criterium di Breendonk
- 1958

Criterium di Meulebeke
Kermesse di Kortemark
Kermesse di Mere
Kermesse di Temse
- 1959

Kermesse di Roeselare
Kermesse di Antwerpen
- 1960

Classifica a punti Vuelta a España
Kermesse di Zwevegem
Kermesse di Anzegem
Criterium di Bomal
Criterium di Roeselare
- 1961

Criterium di Zingen
Criterium di Ronse
Criterium di Edegem
Criterium di Londerzeel
Kermesse di Burcht
Kermesse di Kruishoutem
- 1962

Kermesse di Tienen-Bost
Criterium di Ronse
Circuito di Tirlemont
- 1963

Kermesse di Zeebrugge
Criterium di Denderleeuw
Criterium di Asper
- 1964

Kermesse di Nazareth
- 1965

Kermesse di Petegem-aan-de-Leie
Kermesse di Viane
Kermesse di Strijpen
- 1966

Criterium di Marelbeke
Kermesse di Strijpen
Kermesse di Nazareth
Kermesse di Semmerzake
Criterium di Sint-Gillis-Waas
- 1967

Kermesse di Zonnebeke

## Piazzamenti

### Grandi Giri
- Tour de France

1962: ritirato
1963: ritirato
1964: ritirato
- Giro d'Italia

1962: ritirato
- Vuelta a España

1960: 10º
1961: ritirato
1964: 16º

### Classiche monumento
- Milano-Sanremo

1959: 10º
1960: 4º
1964: 39º
1966: 21º
- Giro delle Fiandre

1959: 4º
1960: vincitore
1961: 8º
1964: 6º
1965: 9º
1966: 21º
1967: 25º
- Parigi-Roubaix

1960: 17º
1961: 9º
1962: 19º
1963: 9º
1964: 29º
1965: 44º
1966: 8º
1967: 9º
- Liegi-Bastogne-Liegi

1963: 50º

### Competizioni mondiali
- Campionati del mondo

San Sebastían 1965 - In linea: ritirato